# Лазарево (Калінінградська область)
Лазарево (рос. Лазарево) — селище Правдинського району, Калінінградської області Росії. Входить до складу Мозирського сільського поселення.
Населення —  23 особи (2015 рік). 

## Населення
| 2002 | 2010 |
| ---- | ---- |
| 3    | ↗23  |